# 谷繁元信
谷繁 元信（たにしげ もとのぶ、1970年12月21日 - ）は、広島県比婆郡東城町（現：庄原市）川西出身の元プロ野球選手（捕手、右投右打）・監督、野球解説者、日本プロ野球名球会理事。27年連続本塁打および捕手としての試合出場のギネス世界記録保持者。
2014年シーズンより中日ドラゴンズ選手兼任監督、2016年シーズンは専任監督を務めた。
通算3021試合出場は日本プロ野球 (NPB)記録。

## 経歴

### プロ入り前
東城町立東城小学校・町立東城中学校出身。東城町は広島県の北東部で、鳥取県・岡山県の両県と県境を接する中国山地の山奥。野球好きの父の影響で小学校2年生時に地元の少年野球チーム「東城ストロングボーイズ」（軟式）に入り野球を始める。近くには硬式はなかった。子どもの頃は巨人ファンで、原辰徳に憧れていたという。
小学6年時に既に広島県内の野球関係者に谷繁の名は知れ渡っていたが、東城中学校の軟式野球部を経て、事情により高校は島根県江津市の江の川高等学校（現：石見智翠館高等学校）に進学する（後述）。投手として入部するも1カ月後の5月連休の練習試合で滅多打ちを喰らい、監督に捕手転向を命じられる。捕手転向の時期については、2021年5月に古田敦也の公式YouTubeチャンネルで「1年の夏」とも答えている。キャッチャー転向は内心、嫌ではなく、バッターをどう抑えるか、自分の中で考えるのが面白かったと思うと述べている。
全国高等学校野球選手権大会に2度出場。特に、3年生だった1988年夏には島根大会で、5試合全ての試合で計7本塁打を放ち、第70回全国選手権でもベスト8に進出。前田幸長がエースだった福岡第一に敗れたが、その福岡第一を決勝で破って全国制覇を果たしたのは進学を拒んだ広島商業だった。高校通算で42本塁打を放ち、強打の捕手として江藤智とともに「東の江藤、西の谷繁」と呼ばれた。
1988年度ドラフト会議では、津久見高の川崎憲次郎らと共に目玉と見なされ、広島、巨人、大洋、南海（1989年からダイエー）から熱心に誘われ、横浜大洋ホエールズから1位指名を受け、契約金5800万円、年俸480万円（金額は推定）の契約で入団。大洋は期待を込めて、チームの看板選手で、前年のシーズン限りで現役を引退した山下大輔が着けていた背番号1を与えた。父から帰郷を期待する思いもあり、地元の広島東洋カープからも熱心に誘われていたが、カープの1位指名は野村謙二郎であった。広島は達川光男の後釜として谷繁を指名することがほぼ決まっていて、達川からミットも貰っていた。ところが同年からヘッドコーチに就任する大下剛史が「（駒澤大学の後輩）野村を指名しないならヘッドコーチを降りる」と言ったため、一転、野村の指名に変更した。広島出身ながら「広島には縁のない野球人生だった」と語る。当時の大洋は世代交代時期でもあり、数年後に強くなるチームを作るべく長期計画で高卒選手をスカウティングをしていた時期だった。

### 大洋・横浜時代
プロ1年目の1989年に下関球場で行われたオープン戦で巨人・斎藤雅樹から本塁打を放つなど結果を残すと監督の古葉竹識に抜擢され、高卒1年目にもかかわらず、開幕一軍入りを果たした。公式戦初打席で初安打を放つと1年目から一軍にフル帯同し、出場80試合、打率.175、3本塁打、10打点という成績を残す。谷繁は「高校から入った僕はまだ子供でしたから、ケガをしないように甘やかされていました。僕はまだ古葉さんの戦力構想の中には入っていなかったのでしょう」と述べている。
1990年シーズンには、須藤豊が監督に就任すると西武ライオンズから移籍してきた秋元宏作と併用されるようになり、前年のシーズンまで正捕手だった市川和正は第3捕手へと追いやられた。このプロ2年目に高浦美佐緒一軍バッテリーコーチに体罰を受けたことに憤慨し、引退を申し出たが、須藤監督になだめられて思い留まった。高浦は後に谷繁の殿堂入りパーティーに出席して、谷繁を祝福している。
1992年シーズンは、シーズン中に休養した須藤に代わり、ヘッドコーチから監督代行に昇格した江尻亮は秋元をメインで起用した。全く打っていなかった谷繁がプロ野球という世界に心底向き合って取り組まなければいけないと思い始めたのはこの時期からだという。
1993年シーズンには「捕手だと『1』の数字が防具に隠れて見えない」という理由から背番号を8へ変更。近藤昭仁が監督、大矢明彦がバッテリーコーチに就任し、谷繁は「僕を育てるために大矢さんが招かれたようなものだったと思います」と述べている。首脳陣の中にはキャッチャーとしての谷繁を見切りをつけて他のポジションへのコンバートという構想もあったが、キャッチャーとしての谷繁を推したのが大矢であった。谷繁は「前任コーチ（佐野元国）からは基礎を叩き込まれていたが、大矢からはさらに1段階上のレベルの心構え、技術を教わり、キャッチャーとは、何か。から始まって配球。キャッチング、スローイング、ブロッキングに至るまで。いま振り返れば、93年に横浜大洋ホエールズが横浜ベイスターズに変わって、谷繁を一人前にして要を作ろうという方針が球団としてあったと思っています。当時は、きついという思いしかなかったですが、指導者とのいい出会いに恵まれました」と回顧している。それでもしばらくは秋元との併用が続き、先発出場していた試合でも抑え投手の佐々木主浩が登板すると「佐々木のフォークボールが取れない」「暴投時に谷繁は手で捕りに行くが、秋元は身体で止めに行く」との理由から秋元に交代させられていた。また肩は強かったものの、リード面での評価もあまり高くはなかった。93年のシーズン開幕前近藤が「谷繁はキャッチャーとしてダメだ」と外野へのコンバートを考えていたという。直接告げられたわけではなかったが、それは谷繁の耳にも入っていた。そんな「捕手失格」の窮地から救ってくれたのが大矢で谷繁は念を押すように言っていた。谷繁は「大矢さんが僕を庇ってくれたみたいなんですよね。前の年に『クビになるかも』と思ったり、そういうことがあったり。だからね、僕のプロ野球人生ってスムーズに進んできたわけじゃないんですよ」と述べている。
1996年シーズンからは重点的に起用されるようになり、それに伴い、打撃も成長。初めて打率3割も記録した。盗塁阻止率.416で初めてリーグ1位となる。なおこの打率3割到達に関しては、チームのBクラスが確定しておりヤクルトとの消化試合が行われていた際に「あと1打席で3割到達」という状況であったが、相手捕手の古田に頼んで直球を投げて貰うという人情プレーにより達成したと、本人が2022年に公式YouTubeチャンネルで時効ネタとして暴露している。
1997年シーズンは初めて2桁本塁打を記録。リード面でも成長し、投手陣の成績が良くなるなど、捕手としての評価が急上昇する。シーズンオフにはFA権を取得し、「一度は優勝を経験したいから」とFA権を行使する意向を表明。当時正捕手が不在だった巨人が水面下で調査を進め、長嶋茂雄監督が直接極秘交渉にあたったことで移籍の噂なども囁かれた。しかし、同年10月25日には横浜球団幹部との会談で、FA宣言した上で残留する意向を伝える。本人は残留の理由として、同年の日本シリーズを観戦していて、横浜以外の球団で日本シリーズに出場している自分の姿がイメージできなかったためだと語っている。同年11月6日、推定平均年俸1億円（前年比3400万円増額）+再契約金1億円の4年契約（球団史上初の複数年契約）を結んだ。
1998年シーズンは、権藤博が監督に就任。開幕から本塁打を打ち続け、前田智徳、松井秀喜に次ぐ、リーグ3位の速さで2桁本塁打に到達した（最終的には14本塁打）。攻守の要としてチーム38年ぶりのリーグ優勝・日本一に大きく貢献し、自身初のベストナイン、ゴールデングラブ賞を受賞するなど、リーグを代表する捕手に成長した。また佐々木主浩と共に最優秀バッテリー賞も受賞。この年が谷繁の唯一の完全制覇であった。
1999年シーズンもマシンガン打線の8番打者として高打率を残す。
2001年シーズンは、読売ジャイアンツOBでV9の名捕手だった森祇晶が監督に就任。初めてシーズン20本塁打を打ち、盗塁阻止率.543はリーグ1位を記録した。しかし、森は谷繁の守備に関して「あのリードはねえよな」「あのリードでよく正捕手が務まったな」など苦言を嫌味のように言い放ち、それを谷繁本人に直接言うのではなくベンチでコーチらにそれを陰口のように話していたために谷繁は森への不信感を強めた。谷繁は森と何が合わなかったのか聞かれた際「どちらかというと森さんは基本に忠実なタイプなんですよ。インサイドを突いたらアウトサイド。アウトローを行ったらインサイド。ただ僕はそうじゃなかったもちろん基本も大事なんですよ。でも基本的な事は嫌って言うほど叩き込まれてきてたんでそんなのわかってるよ。打者の技術も上がっているし情報量も格段に増えてそれだけじゃ抑えれない時代になっていましたから。」と述べ、森と建設的な意見のやりとりはほぼなく、「打たれたら何で打たれたんだってそれだけでしたからね」とも述べ、谷繁を取材した中村計は「その一言だけで二人の距離感は想像できた。」と述べている。これがきっかけでシーズンオフにメジャーリーグへの移籍を目指し、FA宣言を行う。FA資格取得（同年8月26日付）は2度目で、トニー・アタナシオと代理人契約を結び「年俸が下がってでもメジャーに行きたい気持ちがある」と強い決意で渡米。12月5日にはシアトル・マリナーズとサンディエゴ・パドレス、アナハイム・エンゼルスの関係者らの前でワークアウトを行い、MLB数球団から条件提示を受けたが、良い条件が得られなかったためメジャー挑戦を断念。

### 中日時代

#### 選手時代

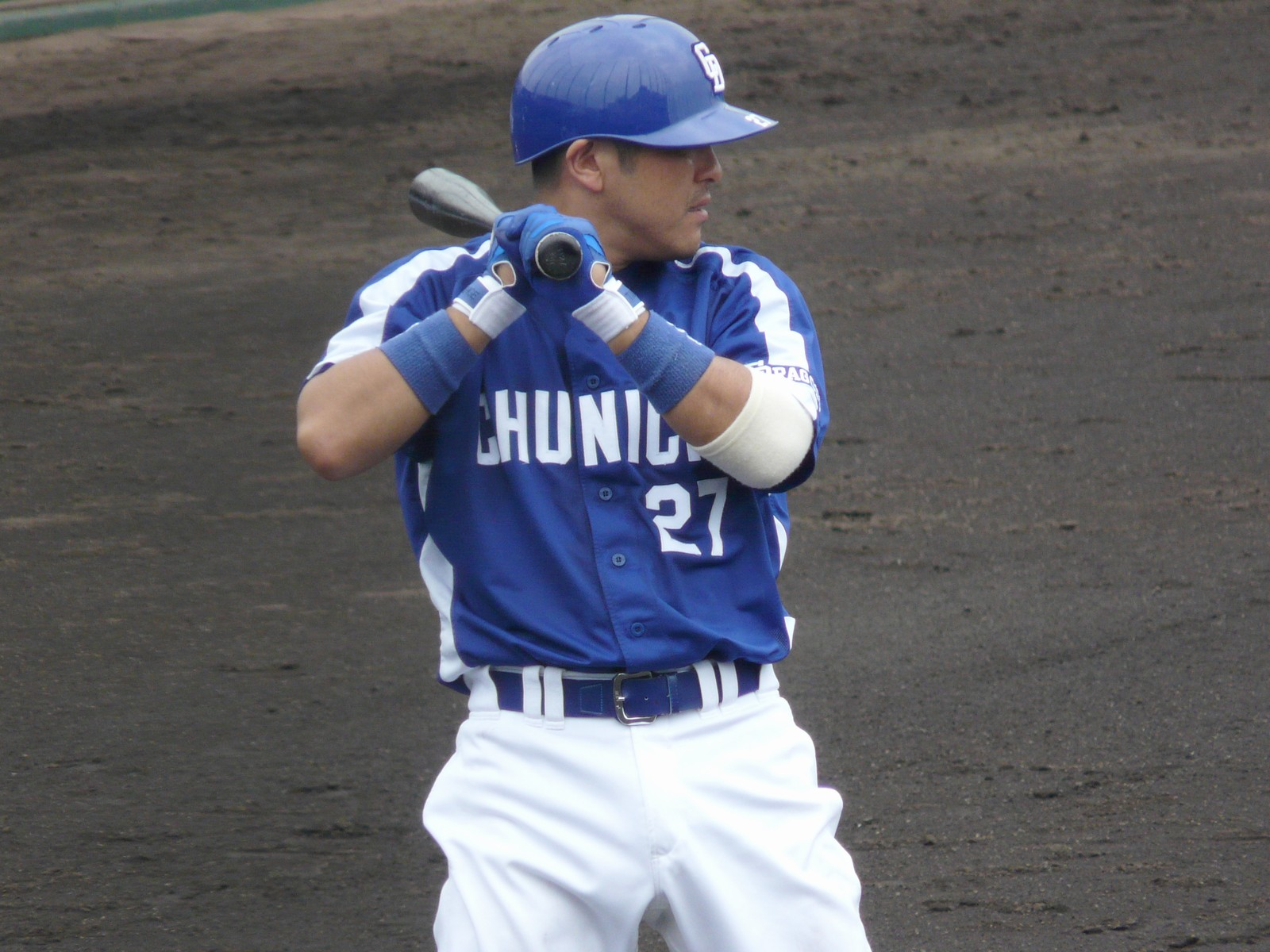
2008年6月25日

メジャー移籍を断念し、横浜残留もささやかれたが、前述の様にこの年から横浜の監督として指揮を取っていた森祇晶との確執があったこともあり、同月24日、中日ドラゴンズへ入団する意思を伝える。同月27日、中日と契約金を含む総額10億円の4年契約を締結し、背番号は7と発表された。横浜は中日からのFA補償として金銭を選択したが、当時中日の正捕手であった中村武志が出場機会を求めてトレードを志願し、翌28日付で金銭トレードで横浜へ移籍することが発表された。結果的に正捕手同士の「交換トレード」という形になった。
2002年シーズンは、打率こそ規定打席到達者最下位の打率.215と低迷したが、チャンスでは勝負強さを発揮し、ともに自己最多となる24本塁打、78打点を記録する。盗塁阻止率は.483で2年連続でリーグ1位。
2003年シーズンは、前年から打率を5分近く上げ打率.264を記録したが、ケガによる離脱や野口茂樹が先発の際には柳沢裕一にマスクを譲ることが多かったこともあり、8年ぶりに規定打席を逃した。その影響もあってか、3年ぶりに20本塁打に届かなかった(18本塁打)。それでもチームの正捕手として存在感を示し、長打力も発揮した。
この2002年-2003年に監督だった山田久志は谷繁のことを信頼しており、谷繁は「凄いやりやすかった」「山田さんの時代は優勝はありませんでしたが、3位と2位。にもかかわらず、2年目の8月に突然解任された。何が起こったのか理解できませんでした」と述べている。
2004年シーズンは落合博満が監督に就任。「正捕手のエースナンバーは森昌彦に代表される27、もしくは田淵幸一に代表される22」という落合の持論により、背番号を7から27へ変更。落合は「大きな戦力補強はせず個々の実力を10 - 15％上げれば勝てる」と言い、谷繁は「最下位のチームを預かっていたらそういうわけにはいきませんが、前年のドラゴンズは2位。そこで選手のレベルを10、15％上げれば、おのずと優勝にたどり着くという当然の話をしただけだと思います。メディアがマジックにように報じられていますが、我々からすると『前の年2位ですけど？』という感じです。ピッチャーは川上憲伸、岩瀬仁紀、野手では立浪和義さん、アライバ（荒木雅博、井端弘和）に福留孝介、僕などメンバーが揃っていたことだと思います」「落合さんがすごいと思ったのは、1年間の戦略がブレなかった。現状の戦力で、どう戦えば一番勝つ確率が高くなるかという信念が常にありました」と述べている。同年は不動の正捕手として攻守ともにチームを牽引し、リーグ優勝に貢献。移籍後初のシーズン100安打を打った。盗塁阻止率.378はリーグ1位。川上憲伸と共に2度目となる最優秀バッテリー賞を受賞した。西武ライオンズとの日本シリーズ第3戦で長田秀一郎から逆転満塁本塁打を放つ活躍を見せるも、チームは3勝4敗で日本一を逃した。
2005年シーズンは、打率.234と規定打席到達者最下位に終わった。
2006年シーズンは、開幕前の3月に開催された第1回ワールド・ベースボール・クラシック(WBC)の日本代表に選出された。同大会では2次リーグのアメリカ合衆国戦では先発マスクを被った。シーズンでは7月26日の対阪神タイガース戦で捕手としては史上4人目となる通算2000試合出場を達成。しかし打率、安打数、塁打数、盗塁数で、規定打席到達者中リーグ最下位を記録する。8年ぶりのゴールデングラブ賞、2年ぶりに川上と共に最優秀バッテリー賞を受賞した。チームはリーグ優勝を果たしたが、北海道日本ハムファイターズとの日本シリーズは、1勝4敗で敗れる。
2007年シーズンは、8月8日の対広島東洋カープ戦でプロ野球47人目となる通算300二塁打達成。8月10日の対巨人戦で、更新中だった捕手の連続守備機会無失策のプロ野球記録が1708で止まった。打撃面では打率、得点、安打数、三塁打、塁打数、盗塁数で、規定打席到達者中リーグ最下位を記録したが、守備面では前年に続きゴールデングラブ賞を受賞。同僚の川上も2年連続で同賞を受賞しており、同一チームの同一バッテリーによる2年連続受賞はセ・リーグ初となった。盗塁阻止率.404はリーグ1位。この年で打率最下位は3年連続となり、連続最下位では日本記録である。また、谷繁は現役通算で5度の打率最下位の日本記録を作っている。チームはシーズン2位に終わるがクライマックスシリーズに勝利。北海道日本ハムファイターズとの日本シリーズを4勝1敗で制し、53年ぶり2度目の日本一に大きく貢献した。
2008年シーズンは、6月に右脇腹痛で登録を抹消され、移籍後初めて二軍戦に出場するなど不本意なシーズンとなった。また2004年に痛めた腰の状態も悪く、この頃には毎日常に足がしびれている状態であったという。この年のシーズンオフには腰椎の椎間狭窄症の治療のため、腰の骨の一部を削る手術を受ける。翌2009年シーズンの夏ごろまでは手術の痛みが残り、思うように動けなかったという。
2009年シーズンは、開幕直後に右ふくらはぎのけがで約1か月間欠場する。7月5日の阪神タイガース戦で捕手として野村克也に次ぎ、歴代2位となる通算2328試合出場を達成。9月1日に通算200号本塁打と200犠打を達成（両方を達成したのは史上3人目）した。9月にプロ野球史上初の4度目のFA権を取得。プロ入り21年目で自身初となる守備率10割（無失策）を達成し、ゴールデングラブ賞を受賞した。
2010年シーズンは、7月28日に捕手としては野村克也以来で、プロ野球史上8人目となる2500試合出場達成。休養や小さなケガでの欠場はあったもののシーズンを通して一軍登録を抹消されず、チームの4年ぶりのリーグ優勝に貢献した。千葉ロッテマリーンズとの日本シリーズは2勝4敗1分けで敗れた。
2011年シーズンは、6月4日の対西武戦の5回の守備の際、高山久とのクロスプレーで左膝内側側副靭帯を損傷し、約2か月間一軍登録を抹消される。谷繁不在の間、チームは15勝21敗1分けと大きく負け越したが、谷繁はその間リハビリと上半身のトレーニングに懸命に取り組み、7月29日に一軍へ復帰した後は打率.301、打点23と打撃面でも活躍した。不振の和田一浩に代わり、シーズン後半からは5番打者を任され、9月末には球団記録にあと1つに迫る10試合連続打点を記録するなど、ペナントレース終盤の逆転優勝劇に大きく貢献した。しかしポストシーズンでは一転し、打撃不振に陥り、CSでは全試合に先発出場するも無安打に終わる。福岡ソフトバンクホークスとの日本シリーズでも全試合に先発出場したが無安打は続き、11月20日の第7戦5回の第2打席で三振を喫し、1989年の大石大二郎（近鉄バファローズ）の21打数連続無安打のシリーズワースト記録を更新、22打数連続無安打を記録。無安打記録は最終的には23打数まで伸ばし、CSファイナルステージ第1戦の第1打席からは43打席連続無安打を喫したことになった。日本シリーズは3勝4敗でと負け越し、2年連続で日本一を逃した。この年は2年ぶりとなるゴールデングラブ賞と、5年ぶりとなる最優秀バッテリー賞を吉見一起と共に受賞した。なお、8月25日の東京ヤクルトスワローズ戦（明治神宮野球場）で、プロ23年目、通算2594試合目にしてプロ入り初めて一塁手として先発出場した。一塁手に限らず公式戦で捕手以外の守備に就いたのも初めてである。
2012年シーズンは、高木守道が監督に就任。4月25日の東京ヤクルトスワローズ戦で24年連続となる本塁打を放ったが、これは「入団1年目」からの連続シーズン本塁打のプロ野球新記録となった。7月26日の阪神タイガース戦で本塁打を放ち、通算3000塁打を達成。打率は.228(リーグワースト2位)だったものの、5年ぶりに規定打席に到達するなど、シーズンを通して活躍を見せた。盗塁阻止率は.361。チームはリーグ2位。CSファイナルステージでは第1戦の第4打席で適時二塁打を放ち、前年から続いたポストシーズン無安打記録は60打席で止まった。
2013年シーズンは、開幕から打撃が好調で、5月6日の東京ヤクルトスワローズ戦で押本健彦から右前安打を打ち、通算2803試合目で史上44人目の通算2000安打を達成。プロ25年目、9693打席目での達成は史上最遅であり、42歳での到達も宮本慎也の41歳5か月を抜き、最年長記録となった。また2000安打達成者のうち2014年終了時点で、生涯打率が.250に達しない唯一の選手である。捕手としては野村克也、古田敦也に次ぎ、史上3人目の達成となった。5月12日の広島東洋カープ戦で中日での通算1000安打を達成。「2球団で1000安打達成」は大杉勝男、金本知憲に次ぎ、史上3人目である。しかしその後は打撃不振に陥り、守備でも盗塁阻止率が自己最低の.174を記録するなど、不本意なシーズンに終わった。6月28日のＤｅＮＡ戦では山井大介のノーヒットノーランをアシストし、谷繁がノーヒットノーラン試合でマスクをかぶったのは2002年8月1日川上憲伸、2006年9月16日山本昌に次いで3度目。6月30日には通算出場試合数が2832試合となり、王貞治を抜き、歴代2位となった。

#### 選手兼任監督時代
2013年10月9日、GMとして復帰した落合博満の推薦により、2014年シーズンより選手兼任監督としてチームの指揮を執ることが球団より発表された。NPBでは古田敦也（ヤクルト）以来7年ぶり、チームとしては野口明以来59年ぶりとなる選手兼任監督となった。波留敏夫をコーチに招聘した。コーチ陣は森繁和、達川光男、辻発彦、長嶋清幸など8割方年上で谷繁は「僕が一人で全て見られるわけではないので、当時の落合博満GMはそういう経験豊富な人を置いた方がチームが上手く動くのではないかという考えだったと思います。」と述べている。
2014年シーズンは、7月22日の対横浜DeNAベイスターズ戦（横浜スタジアム）で2回無死一・二塁の場面で久保康友から本塁打を放ち、野村克也の記録を更新するNPB新記録の新人から26年連続本塁打。また選手兼任監督の本塁打は同じく1977年の野村以来37年ぶりとなった。8月27日、対横浜DeNAベイスターズ戦（ナゴヤドーム）で捕手として2922試合目の公式戦出場を達成し、これも野村の持っていた記録を34年ぶりに更新した。同年は監督としてチームをBクラスから脱出させることができず4位の成績。選手としてもオールスターゲーム出場は果たしたもののシーズンの打撃では1割台に終わり、1995年以来の100試合未満の出場に終わった。
2015年シーズンは、肩書きが監督兼選手に変更となる。3月27日の開幕戦には先発マスクを松井雅人に譲り、2014年まで続いていた開幕戦での先発マスクが21年連続で途切れた。4月30日の対巨人戦（東京ドーム）で先発出場し、野村克也以来史上2人目の通算3000試合出場を達成した（本人は実感がなかったらしい）。5月2日のDeNA戦では9回からマスクをかぶったが、本塁上のクロスプレーでセーフと判定されたことを巡り、山路哲生球審に触れて抗議し、退場が宣告された。退場処分を受けたのはプロ27年目、出場3001試合目で初めて。翌5月3日に日本プロフェッショナル野球組織の熊﨑勝彦コミッショナーから厳重注意と制裁金20万円の処分が科されたが、翌々日の5月4日の阪神甲子園球場で行われた阪神タイガース7回戦でシーズン初の安打・得点を記録すると、ランディ・メッセンジャーから3点本塁打も記録し、汚名返上を果たし、これで安打・本塁打ともに27年連続となり、自身の持つプロ野球記録を更新した。27年連続本塁打記録は前述の野村やリッキー・ヘンダーソンを上回る世界記録であり、2022年に『プロ野球選手による本塁打最多連続シーズン数』としてギネス世界記録の認定を受けた。後半戦、チームは最下位と思わしくない状況であったが、7月25日の東京ヤクルトスワローズ戦（明治野球場）で7回から捕手として途中交代出場。この出場により野村克也が持つ通算試合出場数の3017試合に肩を並べ、迎えた7月28日の本拠地ナゴヤドームでの阪神タイガースとの試合で「8番・捕手」で先発出場し、通算3018試合出場を達成。野村の記録を塗り替え前人未到の記録を達成した。
9月13日時点では腰痛の影響と、後半戦は自身の出場を控え、杉山翔大・桂依央利といった若手捕手を積極的に起用し続けてきたことの影響で出場試合数は27試合に留まり、同日にはサンケイスポーツより、9月15日には中日新聞、日刊スポーツより同年限りで現役を引退し、今後は監督に専念すると報じられた。そして9月21日、同日の巨人戦終了後にナゴヤドームで記者会見し「とうとうこの時が来たなという思いと、やっと来たなという思い。その両方がある」と心境を語り、正式に現役を引退することを表明した。なお監督としての任期（4年契約）が2年残っていたため、2016年度からは監督専任の形でチームに残る。順位は5位に終わり、中日で監督就任から2年連続Bクラスは1969年、1970年の水原茂以来45年ぶり。
9月24日、選手として本拠地・ナゴヤドームでの最終戦となる阪神戦に臨み、試合終了後には同じく同年のシーズン限りで現役を引退する和田一浩の胴上げが行われた。谷繁自身も胴上げを促され、いったんはシーズンの低迷などのためか固辞したものの、最終的には和田の後押しなどから根負けし、和田と同じ5回の胴上げを受けた。
9月26日には横浜スタジアムで行われた古巣・横浜DeNAベイスターズ戦（引退試合）に臨み、「8番・捕手」で先発出場し、2回表二死一・二塁で現役最終打席を迎え、カウント2-2から井納翔一の直球を打つが、遊撃手・倉本寿彦の正面に転がるゴロに打ち取られた。打席終了後にベンチ前に戻ると1998年の優勝・日本一の喜びを分かち合った横浜DeNAベイスターズ・三浦大輔や両親・3人の息子たちに出迎えられた。試合終了後、古巣の計らいもあり、ビジターゲームでは異例となる場内一周を行った後、スタンドから「谷繁コール」が湧き起こる中、谷繁と同じく同年のシーズン限りでの現役引退を表明していた和田・小笠原道大らも含め、ホームベース付近に両軍の選手たちが集合し、背番号と同じ27年間の現役生活に別れを告げる谷繁を5回胴上げした。
なお、引退試合翌日の27日には自らの出場選手登録を抹消し、28日に赤田龍一郎を登録していたが、山本昌の引退登板となった10月7日のシーズン最終戦の広島東洋カープ戦（MAZDA Zoom-Zoom スタジアム広島＝本来の日程が雨天順延）において赤田を抹消し、自らを再度登録している（出場はなかった）。12月2日付で、日本野球機構（NPB）から自由契約選手として公示された。

### 現役引退後

#### 中日専任監督時代
2016年シーズンからは監督専任となったが、チームの成績不振は改善されず、最下位であるなど、その責任をとらされる形で一軍守備コーチの佐伯貴弘と共に8月9日に休養（事実上の解任）が発表され、当日の対東京ヤクルトスワローズ戦からヘッドコーチの森繁和が監督代行となった。公式戦全試合終了後、森は翌年のシーズンから正式に監督に就任。

#### 中日監督退任後

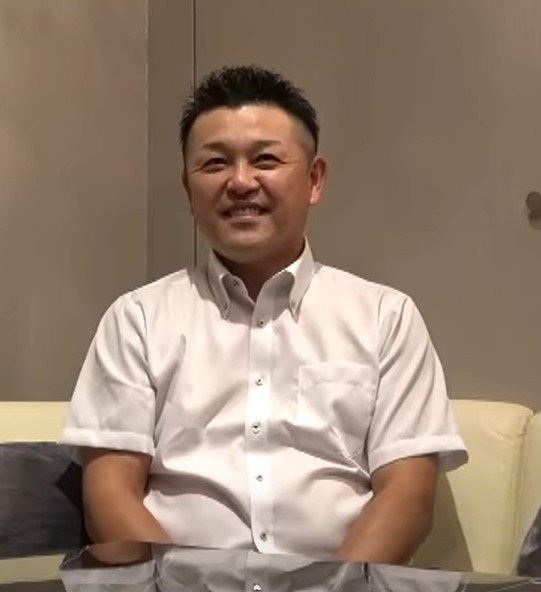
高木豊のYouTubeチャンネルへの出演（2019年7月）

2017年からはフジテレビ・テレビ神奈川・メ〜テレ・日本テレビ・CBCテレビなど（以上本数契約）ニッポン放送・東海ラジオ（以上レギュラー出演）の野球解説者、日刊スポーツの野球評論家として活動している。
2018年8月10日の第100回全国高等学校野球選手権記念大会では、第1試合開始前に甲子園レジェンド始球式へ参加し、ボールは外角低目にストライクが決まった直後、スタンドの歓声に応えていた。2018年12月1日、ホエールズ ベイスターズOB会の副会長に就任した。
2024年1月18日、プレイヤー部門で野球殿堂入り。広島県出身者の殿堂入りは谷繁で17人目で、東京都の23人に次ぐ全国2位。

## 選手としての特徴
入団当初は物覚えが悪く、須藤豊から付けられたあだ名は「ミスター・パンパース」（おむつをした赤子の意）であった。谷繁は「プレーも言動も子供っぽいものが多かったからですから。」と述べている。谷繁自身も当初は苦心していたことは認めており、例を挙げてチームの大先輩である遠藤一彦をリードする際に要求された複雑な「足し算サイン」に試合中に頭が混乱してしまい、タイムをかけてしまったこともあった。一方で権藤博は「野村克也さんや巨人のV9を支えた森昌彦さんといった捕手本流タイプ。頭の回転が速く、記憶力が抜群。おまけに肩も負けん気も強い。まさに捕手をするために生まれてきたような男だと感じた」と絶賛している。引退後には、1試合で130球投球を捕球していればそのすべての配球を覚えていたと語っている。
本人曰く「捕手として、体も小さく、手足も短い」ため、ケガをしないようにまたパワーをつけるため、徹底して体を鍛えたといい、危機感を持った4年目あたりから、週5日欠かさず全身ウエイトトレーニングをしていたという。駒田徳広によると、ロバート・ローズの影響で、ローズと共にずっとウエイトトレーニングをしており「それで谷繁は長く現役をやれた」と述べている。
人は「的」があった方が投げやすいという理由で、キャッチャーミットを投球動作から捕球まで、ずっと投手に向けたまま構え続けるのが特徴。ミットを下げることがあっても、投手の目がホーム方向から離れるタイミングで下げている。これについて本人も、「ピッチャーに、的（目標）と、（それに対して実際に）どこに投げたか（結果）を見せてやりたかった」と述べている。
現役時代に使用したミットはハタケヤマ製品一筋で、谷繁のミットは独自の探究により作り上げた特殊なミットとして知られる。そのため、他の選手や野球人が谷繁のミットに興味を示すものの、上手く扱えない。逆に谷繁は他の（一般的な）ミットを扱えないという。谷繁のミットは全体的に一回り小さく、ボールが遊ばないように間口（ウェブ）を絞ってあり、さらに多少外れて捕球してもボールが自然とポケットに入ってくるよう、ポケットが深い（通常、捕手は総じて逆で、間口を広くしポケットの浅い大きめのミットを好む）。谷繁は「僕のミットは、ボールが入ってくる力でミットが閉まる。だから（キャッチングの際に）ミットを動かさずに済む（握らずに済む）」と述べている。捕球して投げる際もボールを取り出すのが難しい構造で、谷繁はボールを握らず「ポンッ」とミットから出す技術があった。
落合博満が監督時代に「一番いなくなったら困る選手」と言い切るほど、捕手としての信頼を得ている。実際に2011年（142試合を消化した時点）は谷繁が先発マスクを被った81試合は勝率6割台、そうでない61試合は勝率4割台と、約2割の差があった。また、落合は監督退任会見で、谷繁の名前を挙げて「よい指導者になれる」と褒め称えた。佐々木主浩も、谷繁が捕手の時は三塁に走者がいてもフォークの比率を下げずに済んだと、キャッチングの上手い捕手として信頼している旨を語った。
岩瀬仁紀は「中村武志さんは投手をかばってくれる捕手だったんですけど、繁さんは投手を叱る捕手」と違いを説明しており、ピンチの時になればなるほど痛打されるリスクを覚悟して思い切る谷繁の配球に理解を示すのにも時間がかかったという。本人も捕手としては父性的な性格で若手投手から嫌われていたと自認しており、ノンフィクション作家の中村計も古風な日本の妻を思わせる母性的な捕手である『ドカベン』の山田太郎を谷繁と対照的な性格の捕手として挙げている。谷繁自身も「山田太郎のキャッチャー像は、動きが鈍いから好きじゃなかった」とし、自分のことを「献身的なタイプでは全くない」と話していたことがある。自分より年上の世代で理想としていたのは、中尾孝義のようなキャッチャー体型ではない、走って、守れる捕手だったという。
里崎智也は、谷繁の捕球技術の高さを示す一例として、前述のミットの面を常に投手に見せたまましている点を挙げ「僕がナマで見た中で一番上手い」と絶賛している。中日のコーチを務めた田村藤夫は、谷繁のキャッチングを「高度・特殊・難しい」としながらも、そこを目標として選手に指導しているという。山本昌は「バッテリーを組んだ勝ち星順でいえば、中村武志、谷繁元信、矢野輝弘」と前置きをした上で、リード面に関しては「3人の中で最も長けていると思う。なおかつ、度胸満点。いわゆる『ばくち』を一番打てる捕手と言ってもいい」と評価した。古田敦也はテレビ番組で共演した際に谷繁が捕球の際に小さく、間口の小さいミットを使いこなし、更に捕球の際には「つかむ」という動作を一切挟まない谷繁の技術に「考えられない」と驚いていた。
岩瀬仁紀は「内角スライダーの捕り方が凄く上手かった」「角度ひとつで判定が変わる生命線だった」と名球会公式YouTubeチャンネルで語っている。
谷繁とのバッテリーで二度の最優秀バッテリー賞に輝いた川上憲伸は、自身のYouTubeチャンネルなどで度々、「繁さんがカットボール（の使い方）を作った」「投げてる自分からしたら、左バッターへの外のカットボールはボール。それを動かさないキャッチングで審判にストライクだと思わせていた。あれは左バッターは打てない」と述べている。それに対して谷繁は、「俺は（ストライクゾーンに）入ってると思う」「ちょっとだけベースをかすってるんだよ」と返した。
元プロ野球審判員の佐々木昌信は、2021年3月2日放送の『石橋、薪を焚べる』（フジテレビ）の中で、「僕らもう、世界一の捕手って呼んでましたけど。当時プロ野球の審判員、多分ほぼ全員一致じゃないかなっていう。よく話すんですけど…」と、谷繁の名前を挙げ、「キャッチングが芸術もので、もう断トツ」「1位があったら（2位まで）しばらくいないというぐらいの1位」と証言した。その理由について「とにかく誤魔化さない」「投手の球をそのままちゃんときっちり捕る」「（ボールをストライクとコールすると）彼だけは『佐々木さん、ちょっと広いよ、今の』と正直に言ってきた」といい、「正直で、損得や自分の都合で野球をやっていなかった印象」「だから彼には絶対嘘をつけない」と、立場を超えた尊敬を口にした。
打撃面では、2桁本塁打を記録したことが8度あり、ここ一番での勝負強さもあったものの、通算打率は.240と確実性を欠いている（通算2000安打達成者では最下位）。事実、規定打席に到達した選手の中での打率最下位も複数回経験（前述）している。なおシーズン打率3割は、1996年に1度だけ記録している。佐々木主浩も「打撃はあれですけど…」と打撃型捕手でないことをはっきり指摘している。
盗塁阻止率は1996年、2001年、2002年、2004年、2007年でリーグトップ、2009年は守備率10割（無失策）を記録している。

## 野球論

### 監督
監督時代について「言い訳にはしたくありませんが、監督というのはつくづくタイミングが大事だと思います。どんなにいい監督であっても、選手がいなければ勝てない。野村克也さんもあれだけ名将と言われていながら阪神では成績が残せなかった。勝つための選手がいなかったということです。ただ、どんな戦力でもあろうと目標としなければならないのは優勝、日本一です。そこはブレてはいけません。僕も2014年から監督をさせてもらいましたが、歳月がたってみて、もっといろんな方法があったのではないか、もう少しこうやっておけば良かったのではないかなど、反省はあります。その反省を生かしてリベンジする機会は、指導者としてもう一度、グラウンドに立って結果を残すしかないのですが、それはこちらがいくら思っていても相手がいることなので。しかるべきタイミングが来た時の為に準備をしておけばいいだけあって、そのタイミングを巡ってこない可能性もあります。それはそれで人生です。」と述べている。

### 捕手
本人は、捕手を続けていくうちに捕手仕様の性格に自然になっていくという意味で、捕手向けの性格というものは存在しないという持論を持つ。
以前と異なり、2022年シーズン時点では1試合をトータルして考えて投げる投手がいなくなり、打者2巡を基準に投球を組み立てている投手が増加したと指摘している。1巡目の攻めと2巡目の打線の攻めの違いを意識させれば、打者2巡は投げられるとしている一方で、打者3巡目以降を考える必要がなくなるため捕手が考えなくなると憂慮している。また、自身達の現役時代と異なり、大事な場面で抑えられるように「撒き餌」として打たれても良い場面で打たせることが少なくなったと、古田敦也と共に述べている。
複数捕手制に関しては、エースと呼べる捕手がチームに現れることは理想だとしつつも、無理に1人で捕手を賄う必要はないとしている。

## 人物・その他
愛称は「シゲ」、「ハマの司令塔（横浜時代）」。
男性的な重低音の美声である一方で、子どものように非常に無邪気で屈託のない笑い方をする。この笑顔はプロ野球ファンから、名前をもじってしばしば「たのしげ」（楽しげ）と呼ばれる。反面、相手打者に打たれた時などには露骨にうなだれた姿を見せることでも知られた。これについて本人は「あれは良くないんです。出さないようにとは思うけど、入り込んでしまうタイプなので」と反省の弁を述べている。
前述の声や風貌、大洋・横浜・中日の当時のチームカラー、野球における自他へのストイックさ、（特に低迷時の）監督経験などから、寡黙で愛想がないというイメージを持たれがちだが、先輩チームメイトだった高木豊は、「人が良いのに人が悪そうに振る舞うところが吾る」「本当はそんなんじゃない。天真爛漫で人懐っこい」と述べている。さらに高木によると「負けず嫌いで、執着心があり、コツコツと非常に努力家」であるという。努力について本人は「苦にならなかった」と述べている。負けず嫌いについては、本人のほか数々のチームメイトの証言がある。若手時代にワンバウンドを体で止めず佐々木主浩とバッテリーを拒まれていた時代も、あえて見せつけるように投手陣が練習するスペースでワンバウンドを体で止める練習を続け、その努力が認められ佐々木とバッテリーを組めるようになった。
高校進学時に広島県内の強豪、広島商業（通称：広商）、広陵、県立広島工業（通称：県工）の3チームから誘いがあった。しかし広商は精神統一のため、刀の上を歩くという練習があるという噂を聞き嫌で、広陵は地元の幼なじみのもう1人の野球やっていた子が行くと聞き、同じ学校に行きたくなく、残る県工は第58回、第60回大会と二期連続で夏の甲子園に出場していたこともあり、県工に入学の意思を伝えた。すると同校の野球部監督から「試験だけ受けてくれれば大丈夫」と言われたため、その言葉を真に受けて受験勉強に真剣に取り組まなかったせいか不合格となり、その県工の監督が江の川高校の監督と知り合いで、「お前のところで取ってくれないか」と頼み、同校に進学した。
1989年に「鍛えたそのパワー」の歌い出しで始まる個人応援歌「谷繁元信選手のテーマ」（作詞：平タケル、作曲：杉本正毅、編曲：除村正人）が制作されたが、この曲は後に村田修一の横浜ベイスターズ在籍時に使用された後、2021年に横浜DeNAベイスターズに入団した牧秀悟の個人応援歌として使用されている。なお、谷繁自身の応援歌は1993年に球団名が「横浜ベイスターズ」に改称されたことに伴い、2代目に新調され、1999年には3代目の応援歌が制作されている。
所属した球団で最初に着けた一桁の背番号（大洋＝1、中日＝7）を、いずれも後に就任した監督から「捕手のイメージに合わない」という理由で変更されている。大洋→横浜では、1992年オフに、現役時代に同じ1番を着け、二塁手だった近藤監督の「背番号1は内野手の番号」という持論により1番は進藤達哉（36番から変更）に与えられ、名手辻恭彦が着けるなど大洋→横浜では捕手のイメージがあった背番号8が谷繁に与えられた。この変更には、「1」だと捕手のプロテクターに隠れて見づらいという理由もあったという。谷繁の横浜退団後、8番は一時欠番となり、捕手の相川亮二がレギュラーを獲得するまで使用されなかった。中日での背番号7も「捕手のプロテクターで背番号が隠れてしまったり、割れて見えてしまうことが縁起がよいものではない」という落合監督（当時）の持論により2003年オフに変更された。
サザンオールスターズの大ファンで、ナゴヤドームでの登場曲も中日入団後しばらくはサザンの「HOTEL PACIFIC」を使用している（2009年・2010年は偶数打席のみ。奇数打席はFabolousの「Everything, Everyday, Everywhere」）。2011年以降は、名古屋を拠点に活動し、自身とも親交が深いラッパーAK-69の楽曲を登場曲に採用している。また、2014年に選手兼任監督に就任した際、チームスローガンをAK-69の楽曲にちなんだ「Start it Again 強竜再燃」にしている。
谷繁は現役時代は同じ捕手として古田敦也に対して強いライバル意識を持っており「ヤクルト戦では負けたくない」という想いで常にプレーに臨み、試合の中で古田に何とか捕手としての自分を意識させたいという考えも胸の内に秘めていたという。一方で現役を振り返って総括しても「ほぼ勝てなかった」「スーパーマン」と語るなどプレイヤーとしての古田に尊敬の念も同時に持ち合わせていた。
大矢明彦がバッテリーコーチを務めていた頃、とにかく読書するように勧められ、それが自分の言葉で話すこと、投手を操縦するための言葉選びに役立った。因みに現役時代によく読んだジャンルは歴史、メンタル系。
水島新司が死去した際に「『ドカベン』は大好きで読んでいたけど、実は自分のキャッチャー像として山田太郎はあまり好きじゃなかった。(中略)動けるタイプが理想で、いわば反面教師にしていた。そういう思いが、自分を成長させてくれた部分はある」とコメントを残している。
2009年に実家に隣接する元喫茶店を改装して「谷繁元信 球歴館」が開設されたが、2023年11月に閉館し、収蔵品は東城町内の学校や企業に寄贈されることになった。
2022年6月22日の巨人対DeNA戦の5回表に井納翔一が巨人の2番手として登板するが、蝦名達夫相手にストライクが入らずストレートの四球を与えたところで交代を告げられ降板。この試合をラジオで解説していた谷繁は、この四球を「井納の野球人生が終わりに近づくような4球」と表現した。この表現は話題となり、以降ネット界隈を中心に「〇〇の✕✕人生が終わりに近づくような△△」という言い回しが定着した。
2023年に『捕手としてのプロ野球最多出場記録』としてギネス世界記録の認定を受けた。

## 詳細情報

### 年度別打撃成績
| 年 度      | 球 団      | 試 合 | 打 席 | 打 数 | 得 点 | 安 打 | 二 塁 打 | 三 塁 打 | 本 塁 打 | 塁 打 | 打 点 | 盗 塁 | 盗 塁 死 | 犠 打 | 犠 飛 | 四 球 | 敬 遠 | 死 球 | 三 振 | 併 殺 打 | 打 率 | 出 塁 率 | 長 打 率 | O P S |
| ---------- | ---------- | ----- | ----- | ----- | ----- | ----- | -------- | -------- | -------- | ----- | ----- | ----- | -------- | ----- | ----- | ----- | ----- | ----- | ----- | -------- | ----- | -------- | -------- | ----- |
| 1989       | 大洋 横浜  | 80    | 171   | 154   | 9     | 27    | 2        | 2        | 3        | 42    | 10    | 0     | 0        | 1     | 1     | 13    | 3     | 2     | 43    | 4        | .175  | .247     | .273     | .520  |
| 1990       | 大洋 横浜  | 75    | 182   | 154   | 8     | 27    | 7        | 0        | 3        | 43    | 16    | 2     | 0        | 8     | 1     | 17    | 3     | 2     | 36    | 4        | .175  | .264     | .279     | .544  |
| 1991       | 大洋 横浜  | 82    | 221   | 186   | 24    | 44    | 9        | 3        | 5        | 74    | 24    | 5     | 1        | 8     | 2     | 20    | 2     | 5     | 39    | 8        | .237  | .324     | .398     | .722  |
| 1992       | 大洋 横浜  | 74    | 186   | 162   | 16    | 31    | 9        | 0        | 2        | 46    | 9     | 0     | 0        | 4     | 0     | 18    | 5     | 2     | 34    | 2        | .191  | .280     | .284     | .564  |
| 1993       | 大洋 横浜  | 114   | 343   | 290   | 22    | 68    | 10       | 2        | 4        | 94    | 26    | 3     | 0        | 7     | 0     | 40    | 8     | 6     | 74    | 6        | .234  | .339     | .324     | .663  |
| 1994       | 大洋 横浜  | 129   | 415   | 359   | 29    | 82    | 19       | 2        | 5        | 120   | 36    | 0     | 1        | 8     | 1     | 42    | 5     | 5     | 94    | 8        | .228  | .317     | .334     | .651  |
| 1995       | 大洋 横浜  | 93    | 203   | 181   | 16    | 45    | 7        | 1        | 6        | 72    | 21    | 1     | 0        | 5     | 0     | 17    | 2     | 0     | 39    | 2        | .249  | .313     | .398     | .711  |
| 1996       | 大洋 横浜  | 127   | 456   | 380   | 36    | 114   | 25       | 3        | 8        | 169   | 54    | 2     | 3        | 14    | 3     | 53    | 7     | 6     | 70    | 10       | .300  | .391     | .445     | .836  |
| 1997       | 大洋 横浜  | 128   | 489   | 397   | 42    | 92    | 19       | 2        | 13       | 154   | 46    | 2     | 1        | 25    | 3     | 61    | 9     | 3     | 71    | 14       | .232  | .336     | .388     | .724  |
| 1998       | 大洋 横浜  | 134   | 538   | 461   | 50    | 117   | 23       | 1        | 14       | 184   | 55    | 1     | 2        | 6     | 4     | 62    | 7     | 5     | 83    | 13       | .254  | .346     | .399     | .745  |
| 1999       | 大洋 横浜  | 122   | 491   | 427   | 55    | 126   | 23       | 0        | 11       | 182   | 51    | 0     | 1        | 7     | 5     | 46    | 13    | 6     | 45    | 16       | .295  | .368     | .426     | .794  |
| 2000       | 大洋 横浜  | 122   | 493   | 446   | 35    | 112   | 21       | 0        | 9        | 160   | 44    | 0     | 0        | 3     | 1     | 41    | 6     | 2     | 91    | 20       | .251  | .316     | .359     | .675  |
| 2001       | 大洋 横浜  | 137   | 532   | 447   | 54    | 117   | 19       | 2        | 20       | 200   | 70    | 4     | 2        | 9     | 1     | 65    | 8     | 10    | 107   | 6        | .262  | .367     | .447     | .815  |
| 2002       | 中日       | 130   | 515   | 446   | 53    | 96    | 21       | 0        | 24       | 189   | 78    | 4     | 0        | 10    | 2     | 49    | 8     | 8     | 116   | 8        | .215  | .303     | .424     | .727  |
| 2003       | 中日       | 112   | 426   | 367   | 48    | 97    | 20       | 1        | 18       | 173   | 69    | 3     | 2        | 8     | 4     | 42    | 2     | 5     | 90    | 11       | .264  | .344     | .471     | .816  |
| 2004       | 中日       | 121   | 472   | 408   | 47    | 106   | 11       | 0        | 18       | 171   | 68    | 1     | 0        | 11    | 6     | 42    | 7     | 5     | 92    | 10       | .260  | .332     | .419     | .751  |
| 2005       | 中日       | 141   | 537   | 449   | 58    | 105   | 22       | 0        | 14       | 169   | 65    | 3     | 2        | 8     | 6     | 69    | 5     | 5     | 106   | 10       | .234  | .338     | .376     | .715  |
| 2006       | 中日       | 141   | 520   | 428   | 48    | 100   | 22       | 1        | 9        | 151   | 38    | 0     | 0        | 13    | 3     | 71    | 16    | 5     | 102   | 12       | .234  | .347     | .353     | .700  |
| 2007       | 中日       | 134   | 474   | 382   | 33    | 90    | 15       | 0        | 6        | 123   | 44    | 0     | 1        | 19    | 5     | 62    | 15    | 6     | 85    | 10       | .236  | .347     | .322     | .669  |
| 2008       | 中日       | 113   | 384   | 329   | 27    | 77    | 18       | 0        | 2        | 101   | 27    | 0     | 1        | 9     | 1     | 39    | 4     | 6     | 45    | 9        | .234  | .325     | .307     | .632  |
| 2009       | 中日       | 115   | 369   | 298   | 32    | 62    | 7        | 0        | 9        | 96    | 33    | 0     | 0        | 19    | 4     | 44    | 8     | 3     | 62    | 9        | .208  | .312     | .322     | .634  |
| 2010       | 中日       | 110   | 367   | 308   | 23    | 75    | 15       | 0        | 7        | 111   | 32    | 0     | 1        | 11    | 1     | 42    | 4     | 5     | 81    | 5        | .244  | .343     | .360     | .703  |
| 2011       | 中日       | 102   | 330   | 277   | 26    | 71    | 10       | 0        | 6        | 99    | 31    | 0     | 0        | 12    | 1     | 38    | 5     | 2     | 51    | 5        | .256  | .349     | .357     | .706  |
| 2012       | 中日       | 134   | 458   | 386   | 15    | 88    | 14       | 0        | 5        | 117   | 32    | 0     | 1        | 14    | 2     | 52    | 3     | 4     | 67    | 15       | .228  | .324     | .303     | .627  |
| 2013       | 中日       | 130   | 438   | 379   | 19    | 82    | 12       | 0        | 6        | 112   | 34    | 1     | 2        | 6     | 3     | 46    | 2     | 4     | 70    | 11       | .216  | .306     | .296     | .601  |
| 2014       | 中日       | 91    | 274   | 226   | 15    | 44    | 11       | 0        | 1        | 58    | 23    | 0     | 1        | 5     | 2     | 39    | 1     | 2     | 36    | 8        | .195  | .316     | .257     | .573  |
| 2015       | 中日       | 30    | 52    | 47    | 4     | 13    | 2        | 0        | 1        | 18    | 4     | 0     | 0        | 2     | 0     | 3     | 0     | 0     | 9     | 0        | .277  | .320     | .383     | .703  |
| 通算：27年 | 通算：27年 | 3021  | 10336 | 8774  | 844   | 2108  | 393      | 20       | 229      | 3228  | 1040  | 32    | 22       | 252   | 62    | 1133  | 158   | 114   | 1838  | 236      | .240  | .333     | .368     | .701  |

- 各年度の太字はリーグ最高、赤太字はNPBにおける歴代最高
- 大洋（横浜大洋ホエールズ）は、1993年に横浜（横浜ベイスターズ）に球団名を変更

### WBCでの打撃成績
| 年 度 | 代 表 | 試 合 | 打 席 | 打 数 | 得 点 | 安 打 | 二 塁 打 | 三 塁 打 | 本 塁 打 | 塁 打 | 打 点 | 盗 塁 | 盗 塁 死 | 犠 打 | 犠 飛 | 四 球 | 敬 遠 | 死 球 | 三 振 | 併 殺 打 | 打 率 | 出 塁 率 | 長 打 率 |
| ----- | ----- | ----- | ----- | ----- | ----- | ----- | -------- | -------- | -------- | ----- | ----- | ----- | -------- | ----- | ----- | ----- | ----- | ----- | ----- | -------- | ----- | -------- | -------- |
| 2006  | 日本  | 2     | 4     | 4     | 0     | 0     | 0        | 0        | 0        | 0     | 0     | 0     | 0        | 0     | 0     | 0     | 0     | 0     | 3     | 1        | .000  | .000     | .000     |

### 年度別守備成績
| 年 度 | 球 団     | 捕手  | 捕手  | 捕手  | 捕手  | 捕手  | 捕手  | 捕手     | 捕手     | 捕手     | 捕手     | 捕手     | 一塁  | 一塁  | 一塁  | 一塁  | 一塁  | 一塁     |
| 年 度 | 球 団     | 試 合 | 刺 殺 | 補 殺 | 失 策 | 併 殺 | 捕 逸 | 守 備 率 | 企 図 数 | 許 盗 塁 | 盗 塁 刺 | 阻 止 率 | 試 合 | 刺 殺 | 補 殺 | 失 策 | 併 殺 | 守 備 率 |
| ----- | --------- | ----- | ----- | ----- | ----- | ----- | ----- | -------- | -------- | -------- | -------- | -------- | ----- | ----- | ----- | ----- | ----- | -------- |
| 1989  | 大洋 横浜 | 75    | 296   | 38    | 5     | 3     | 5     | .985     | 50       | 32       | 18       | .360     | -     | -     | -     | -     | -     | -        |
| 1990  | 大洋 横浜 | 73    | 344   | 33    | 2     | 1     | 2     | .995     | 42       | 25       | 17       | .405     | -     | -     | -     | -     | -     | -        |
| 1991  | 大洋 横浜 | 79    | 416   | 41    | 4     | 6     | 8     | .991     | 53       | 31       | 22       | .415     | -     | -     | -     | -     | -     | -        |
| 1992  | 大洋 横浜 | 69    | 356   | 32    | 2     | 3     | 2     | .995     | 37       | 26       | 11       | .297     | -     | -     | -     | -     | -     | -        |
| 1993  | 大洋 横浜 | 109   | 667   | 64    | 3     | 14    | 3     | .996     | 46       | 30       | 16       | .348     | -     | -     | -     | -     | -     | -        |
| 1994  | 大洋 横浜 | 127   | 809   | 64    | 6     | 12    | 4     | .993     | 76       | 46       | 30       | .395     | -     | -     | -     | -     | -     | -        |
| 1995  | 大洋 横浜 | 92    | 390   | 40    | 2     | 6     | 1     | .995     | 51       | 32       | 19       | .373     | -     | -     | -     | -     | -     | -        |
| 1996  | 大洋 横浜 | 125   | 858   | 83    | 10    | 15    | 4     | .989     | 101      | 59       | 42       | .416     | -     | -     | -     | -     | -     | -        |
| 1997  | 大洋 横浜 | 128   | 1003  | 74    | 5     | 10    | 7     | .995     | 70       | 47       | 23       | .329     | -     | -     | -     | -     | -     | -        |
| 1998  | 大洋 横浜 | 133   | 899   | 93    | 5     | 18    | 4     | .995     | 92       | 55       | 37       | .402     | -     | -     | -     | -     | -     | -        |
| 1999  | 大洋 横浜 | 122   | 806   | 82    | 4     | 8     | 5     | .996     | 95       | 58       | 37       | .389     | -     | -     | -     | -     | -     | -        |
| 2000  | 大洋 横浜 | 122   | 871   | 79    | 3     | 15    | 2     | .997     | 79       | 52       | 27       | .342     | -     | -     | -     | -     | -     | -        |
| 2001  | 大洋 横浜 | 137   | 828   | 109   | 3     | 20    | 3     | .997     | 81       | 37       | 44       | .543     | -     | -     | -     | -     | -     | -        |
| 2002  | 中日      | 129   | 971   | 73    | 6     | 25    | 7     | .994     | 58       | 30       | 28       | .483     | -     | -     | -     | -     | -     | -        |
| 2003  | 中日      | 110   | 770   | 42    | 2     | 6     | 7     | .998     | 48       | 33       | 15       | .313     | -     | -     | -     | -     | -     | -        |
| 2004  | 中日      | 120   | 887   | 49    | 2     | 14    | 9     | .998     | 45       | 28       | 17       | .378     | -     | -     | -     | -     | -     | -        |
| 2005  | 中日      | 140   | 1014  | 65    | 2     | 14    | 6     | .998     | 55       | 31       | 24       | .436     | -     | -     | -     | -     | -     | -        |
| 2006  | 中日      | 138   | 1006  | 79    | 1     | 10    | 3     | .999     | 57       | 34       | 23       | .404     | -     | -     | -     | -     | -     | -        |
| 2007  | 中日      | 133   | 908   | 58    | 3     | 12    | 9     | .997     | 57       | 34       | 23       | .404     | -     | -     | -     | -     | -     | -        |
| 2008  | 中日      | 113   | 737   | 51    | 3     | 10    | 3     | .996     | 64       | 43       | 21       | .328     | -     | -     | -     | -     | -     | -        |
| 2009  | 中日      | 114   | 689   | 64    | 0     | 11    | 7     | 1.000    | 53       | 36       | 17       | .321     | -     | -     | -     | -     | -     | -        |
| 2010  | 中日      | 109   | 639   | 61    | 6     | 8     | 4     | .992     | 63       | 40       | 23       | .365     | -     | -     | -     | -     | -     | -        |
| 2011  | 中日      | 100   | 524   | 48    | 1     | 9     | 1     | .998     | 37       | 27       | 10       | .270     | 1     | 5     | 0     | 0     | 1     | 1.000    |
| 2012  | 中日      | 131   | 736   | 75    | 1     | 12    | 5     | .999     | 72       | 46       | 26       | .361     | -     | -     | -     | -     | -     | -        |
| 2013  | 中日      | 122   | 681   | 65    | 1     | 9     | 5     | .999     | 86       | 71       | 15       | .174     | -     | -     | -     | -     | -     | -        |
| 2014  | 中日      | 87    | 504   | 50    | 1     | 8     | 2     | .998     | 66       | 50       | 16       | .242     | -     | -     | -     | -     | -     | -        |
| 2015  | 中日      | 26    | 101   | 13    | 0     | 3     | 1     | 1.000    | 13       | 8        | 5        | .385     | -     | -     | -     | -     | -     | -        |
| 通算  | 通算      | 2963  | 18710 | 1625  | 83    | 282   | 119   | .996     | 1647     | 1041     | 606      | .368     | 1     | 5     | 0     | 0     | 1     | 1.000    |

- 各年度の太字はリーグ最高 赤太字はNPBにおける歴代最高
- 太字年はゴールデングラブ賞受賞

### 年度別監督成績
| 2014      | 中日      | 4位       | 144 | 67  | 73  | 4  | .479 | 13.5       | 87         | .258       | 3.69       | 43歳       |            |            |
| 2015      | 中日      | 5位       | 143 | 62  | 77  | 4  | .446 | 13.0       | 71         | .252       | 3.21       | 44歳       |            |            |
| 2016      | 中日      | 6位       | 103 | 42  | 58  | 3  | .420 | 16.5       | 78         | .244       | 3.74       | 45歳       |            |            |
| 通算：3年 | 通算：3年 | 通算：3年 | 390 | 171 | 208 | 11 | .451 | Bクラス3回 | Bクラス3回 | Bクラス3回 | Bクラス3回 | Bクラス3回 | Bクラス3回 | Bクラス3回 |

- ※通算成績は、2016年インフルエンザで欠場した4月22日1試合(勝利)と休養した8月9日以降の成績は含まない

### 表彰
- ベストナイン：1回（1998年）
- ゴールデングラブ賞：6回（1998年、2006年、2007年、2009年、2011年、2012年）
- 最優秀バッテリー賞：4回
  - 1998年 投手：佐々木主浩
  - 2004年 投手：川上憲伸
  - 2006年 投手：川上憲伸
  - 2011年 投手：吉見一起
- JA全農Go・Go賞：1回（最多盗塁阻止賞：2012年7月）
- 日本シリーズ優秀選手賞：1回（2004年）
- セ・リーグ連盟特別表彰：2回（特別賞：2014年、功労賞：2015年）
- コミッショナー特別表彰：1回（特別賞：2015年）
- 庄原市ふるさと功労賞（2008年）[1]
- 庄原市市民栄誉賞（2014年）[1]

### 記録
初記録
- 初出場：1989年4月11日、対広島東洋カープ1回戦（横浜スタジアム）、8回裏に岡本透の代打で出場
- 初打席・初安打：同上、8回裏に川口和久から左前安打
- 初先発出場：1989年5月18日、対ヤクルトスワローズ8回戦（横浜スタジアム）、7番・捕手で先発出場
- 初打点：1989年5月21日、対阪神タイガース6回戦（阪神甲子園球場）、5回表に池田親興から適時三塁打
- 初本塁打：1989年5月27日、対ヤクルトスワローズ9回戦（柏崎市佐藤池野球場）、5回表に尾花高夫からソロ
- 初盗塁：1990年4月7日、対中日ドラゴンズ1回戦（ナゴヤ球場）、11回表に二盗（投手：与田剛、捕手：中村武志）

節目の記録
- 1000試合出場：1998年8月25日、対阪神タイガース22回戦（阪神甲子園球場）、「8番・捕手」で先発出場 ※史上347人目（飯田哲也と同日達成）
- 100本塁打：2001年10月3日、対広島東洋カープ27回戦（広島市民球場）、2回表に高橋建から右越2ラン ※史上217人目
- 1000安打：2001年10月9日、対中日ドラゴンズ27回戦（横浜スタジアム）、3回裏に朝倉健太から中前安打 ※史上208人目
- 1500試合出場：2002年8月1日、対読売ジャイアンツ20回戦（東京ドーム）、「8番・捕手」で先発出場 ※史上137人目
- 1000三振：2003年8月6日、対広島東洋カープ19回戦（ナゴヤドーム）、2回裏に高橋建から ※史上34人目
- 150本塁打：2004年5月18日、対広島東洋カープ7回戦（広島市民球場）、5回表に高橋建から左越2ラン ※史上136人目
- 2000試合出場：2006年7月26日、対阪神タイガース9回戦（ナゴヤドーム）、「7番・捕手」で先発出場 ※史上36人目
- 1500安打：2006年10月9日、対東京ヤクルトスワローズ21回戦（明治神宮野球場）、4回表に石川雅規から右中間適時二塁打 ※史上90人目
- 300二塁打：2007年8月8日、対広島東洋カープ14回戦（ナゴヤドーム）、4回裏に宮崎充登から右翼フェンス直撃適時二塁打 ※史上47人目
- 1500三振：2009年8月14日、対東京ヤクルトスワローズ16回戦（ナゴヤドーム）、2回裏に村中恭兵から ※史上7人目
- 200本塁打：2009年9月1日、対広島東洋カープ19回戦（浜松球場）、3回裏に今井啓介から左越ソロ ※史上94人目
- 200犠打：同上、7回裏に青木勇人から ※史上29人目（200本塁打と200犠打を両方達成したのは高木守道・石毛宏典以来、史上3人目）
- 2500試合出場：2010年7月28日、対読売ジャイアンツ14回戦（東京ドーム）、「7番・捕手」で先発出場 ※史上9人目
- 100死球：同上、11回表に山口鉄也から ※史上15人目
- 350二塁打：2011年9月19日、対読売ジャイアンツ19回戦（東京ドーム）、5回表に野間口貴彦から左翼線適時二塁打 ※史上32人目
- 1000四球：2012年4月10日、対読売ジャイアンツ1回戦（東京ドーム）、6回表に小野淳平から ※史上13人目
- 3000塁打：2012年7月26日、対阪神タイガース14回戦（ナゴヤドーム）、8回裏に福原忍から左越2ラン ※史上50人目
- 2000安打：2013年5月6日、対東京ヤクルトスワローズ7回戦（明治神宮野球場）、6回表に押本健彦から右前安打 ※史上44人目
- 1000打点：2013年6月13日、対埼玉西武ライオンズ4回戦（西武ドーム）、9回表にデニス・サファテから中前同点適時打 ※史上40人目
- 10000打席：2013年9月23日、対横浜DeNAベイスターズ23回戦（横浜スタジアム）、9回表の第4打席で達成 ※史上9人目
- 250犠打：2014年10月1日、対横浜DeNAベイスターズ23回戦（ナゴヤドーム）、2回裏にギジェルモ・モスコーソから投前犠打 ※史上18人目
- 3000試合出場：2015年4月30日、対読売ジャイアンツ6回戦（東京ドーム）、「8番・捕手」で先発出場 ※史上2人目

その他の記録
- 守備機会連続無失策：1708、2006年4月4日 - 2007年8月10日 ※セ・リーグ歴代2位
- 連続シーズン安打：27年、1989年 - 2015年 ※NPB記録
- 連続シーズン本塁打：27年、1989年 - 2015年 ※NPB記録、ギネス世界記録認定[107]
- 中日球団最年長本塁打：44歳4か月13日、2015年5月4日 ※NPB記録は岩本義行の45歳5か月7日
- セ・リーグ最年長猛打賞：44歳4か月13日、2015年5月4日 ※NPB記録は落合博満の44歳5か月、1998年5月16日
- 通算試合出場：3021試合[6] ※NPB記録
- 捕手としての試合出場：2963試合 ※NPB記録、ギネス世界記録認定
- シーズン打率3年連続最下位（2005年 - 2007年）※NPB記録
- 規定打席に達しての打率最下位を5度記録（1994年、2002年、2005年 - 2007年）※NPB最多記録
- 2000安打達成者による年間最高安打最低記録：126安打（1999年）
- 通算三振：1838 ※歴代3位、セ・リーグ記録。リーグ最多三振を記録していない選手の中では歴代最多
- 通算四球：1133 ※歴代10位、リーグ最多四球を記録していない選手の中では歴代最多
- 通算死球：114 ※歴代15位タイ、リーグ最多死球を記録していない選手の中では歴代最多

オールスターゲーム
- オールスターゲーム出場：12回（1993年、1997年、1998年、1999年、2000年、2001年、2002年、2005年、2007年、2012年、2013年、2014年）
- 最年長安打：43歳6か月、2014年第1戦（西武ドーム）

### 背番号
- 1（1989年 - 1992年）
- 8（1993年 - 2001年）
- 7（2002年 - 2003年）
- 27（2004年 - 2016年）

### 登場曲
- 「Move It Like This」Baha Men（2002年）
- 「Who Let The Dogs Out」Baha Men（2002年）
- 「Perfect Love (Remix)」Lutricia McNeal（2002年、奇数打席）
- 「You Showed Me (Club Mix)」Lutricia McNeal（2002年、偶数打席）
- 「Without Me」Eminem（2003年）
- 「In Da Club」50Cent（2003年、奇数打席）
- 「Wanksta」50Cent（2003年、偶数打席）
- 「Right Thurr」Chingy（2004年）
- 「My Band」D12（2004年、奇数打席）
- 「Dirt Off Your Shoulder」Jay-Z（2004年 - 2005年、偶数打席）
- 「Dip It Low」Christina Milian（2004年、奇数打席）
- 「Thugs Get Lonely Too feat. Nate Dogg」2Pac（2005年、奇数打席）
- 「For That」50Cent（2005年、奇数打席）
- 「If I Can't」50Cent（2005年、偶数打席）
- 「Let The Record Skip」Bizarre（2005年）
- 「Heard 'Em Say feat. Adam Levine」Kanye West（2006年、奇数打席）
- 「Shake That feat. Nate Dogg」Eminem（2006年、偶数打席）
- 「There It Go (The Whistle Song)」Juelz Santana（2006年）
- 「Seize The Day」RYO the SKYWALKER（2006年）
- 「2 Of Amerikaz Most Wanted feat. Snoop Doggy Dogg」2Pac（2006年）
- 「Smack That feat. Eminem」Akon（2007年）
- 「Money Maker feat. Pharrell」Ludacris（2007年）
- 「Hips Don't Lie feat. Wyclef Jean」Shakira（2007年～2008年）
- 「Low feat. T-Pain」Flo Rida（2008年）
- 「エロティカ・セブン」サザンオールスターズ（2008年、奇数打席）
- 「マンピーのG★SPOT」サザンオールスターズ（2008年、偶数打席）
- 「Everything, Everyday, Everywhere feat. Keri Hilson」Fabolous（2009年 - 2010年、奇数打席）
- 「HOTEL PACIFIC」サザンオールスターズ（2009年 - 2011年、偶数打席、2011年は全打席）
- 「Lookin' In My Eyez」AK-69（2011年、奇数打席）
- 「Still... feat. AK-69」AI（2011年、偶数打席）
- 「SWAG IN DA BAG」AK-69（2012年 - 2014年、2013年 - 2014年は偶数打席）
- 「START IT AGAIN」AK-69（2013年、奇数打席）
- 「THE INDEPENDENT KING」AK-69（2014年、奇数打席）
- 「The Throne」AK-69（2015年、奇数打席）
- 「ICU」AK-69（2015年、偶数打席）

### 代表歴
- 2006 ワールド・ベースボール・クラシック日本代表

### 出演番組
- ニッポン放送ショウアップナイター（2017年 - 、ニッポン放送） - 解説者
- We☆ベイスターズ（2018年4月 - 2019年3月、テレビ神奈川） - MC
- レジェンドの目撃者 〜最多出場の司令塔 谷繁元信〜[108]（2023年11月12日、NHK BS）

## 関連情報

### 著書
- 『谷繁流 キャッチャー思考 当たり前の積み重ねが確固たる自信を生む』日本文芸社、2017年7月。ISBN 978-4537214956。
- 『勝敗はバッテリーが8割 名捕手が選ぶ投手30人の投球術』幻冬舎、2022年7月。ISBN 978-4344039858。
- 『谷繁ノート 強打者の打ち取り方』光文社、2023年1月。ISBN 978-4334953591。

### 関連書籍
- 『プロ野球の名脇役』（二宮清純著、光文社新書、2014年4月、ISBN 9784334037925）